# Анн Ідальго
Анн Ідальго (фр. Anne Hidalgo), при народженні Ана Марія Гідальго Алеу (ісп. Ana María Hidalgo Aleu; нар. 19 червня 1959, Сан-Фернандо, Андалусія, Іспанія) — французька політична діячка, міська голова Парижа (з 2014). Перша жінка на посаді мера Парижа.

## Біографія
Народилася 19 червня 1959 року в іспанському місті Сан-Фернандо, проте 1961 року з батьками, Антуаном і Марі Ідальго, переїхала до Франції, оселившись в Ліоні.
Її дід по батьківській лінії, Антоніо Гідальго, був іспанським комуністом і в 1937 році втік з франкістської Іспанії через Піренеї на віслюку до Франції. Вже через два роки він повернувся до Іспанії (один з чотирма дітьми, дружина не пережила зворотного шляху), де його заарештували і засудили до смертної кари, замінивши її згодом на довічне ув'язнення, і через три роки відпустили.
Здобувши освіту в галузі соціальної роботи та права, Анн Ідальго з 1984 року почала працювати інспекторкою з праці до 1993 року, коли почала працювати в Делегації з професійної підготовки в Міністерстві праці. З 1995 по 1996 рік брала участь у складі місії в Міжнародному бюро праці в Женеві. З 1996 по 1997 рік працювала в компанії Générale des Eau.
З 1997 року пішла в політику. Працювала на різних посадах в кабінетах міністрів Мартін Обрі, Ніколь Пері і Маріліз Лебраншю.
З 2001 року працює заступницею мера Парижа, соціаліста Бертрана Деланое.
На муніципальних виборах 2014 стала кандидаткою на посаду мера Парижа. Вийшла у другий тур разом з кандидаткою від партії Союз за народний рух Наталі Косцюшко-Морізе. Перемігши в них, Ідальго стала першою жінкою, що обійняла посаду мера Парижа.
28 червня 2020 року Ідальго було обрано мером Парижа з 50,2 % голосів. У другому турі муніципальних виборів була рекордно низька явка виборців (63,3 %) через пандемію Covic-19.
У вересні 2021 року Анн Ідальго заявила про плани балотуватися на посаду президента Франції.

## Підтримка України
15 липня 2018 року в день фіналу Чемпіонату світу з футболу в Москві Анн Ідальго нагадала про українського режисера, політв'язня Кремля Олега Сенцова:
«У той час, як у світі прикута увага до фіналу футбольного Чемпіонату світу в Москві, я дуже сильно думаю про Олега Сенцова, українського режисера, який перебуває в ув'язненні вже 4 роки.»
24 вересня 2018 року Муніципальна рада столиці Франції проголосувала за визнання Олега Сенцова почесним громадянином Парижа. Рішення ухвалене за пропозицією Анн Ідальго.

## Особисте життя
В першому шлюбі народила сина Матьє (1986) і дочку Ельзу (1988).
Одружена з колегою по Соціалістичній партії (Жан-Марк Жермен). У 2002 році народила сина Артура, який став наймолодшим французом, що перепливав Ла-Манш.
Попри католицьку освіту, Ідальго є атеїсткою.
Володіє французькою та іспанською мовами.

## Нагороди
- Командор ордена Ізабелли католички (2010).
- Кавалер ордена Почесного легіону (2012).
- Командор Ордену Полярної зірки (2014)[21]
- Місто-рятівник (2023)[22]